# Gretarbyviken
Gretarbyviken är en vik i Finland. Den ligger i Raseborg i landskapet Nyland, i den södra delen av landet, 100 km väster om huvudstaden Helsingfors.
Den är en fortsättning av Gretarbyfjärden i norr.